# Hylaeus hula
Hylaeus hula là một loài Hymenoptera trong họ Colletidae. Loài này được Perkins mô tả khoa học năm 1911.